# Radostina Marinova
Radostina Marinova, född 2 oktober 1998, är en volleybollspelare (högerspiker). Hon deltog med Bulgariens landslag vid Volleyball Nations League 2022 och VM 2022. På klubbnivå spelar hon för Saint-Cloud Paris Stade Français.